# 부치 패트릭

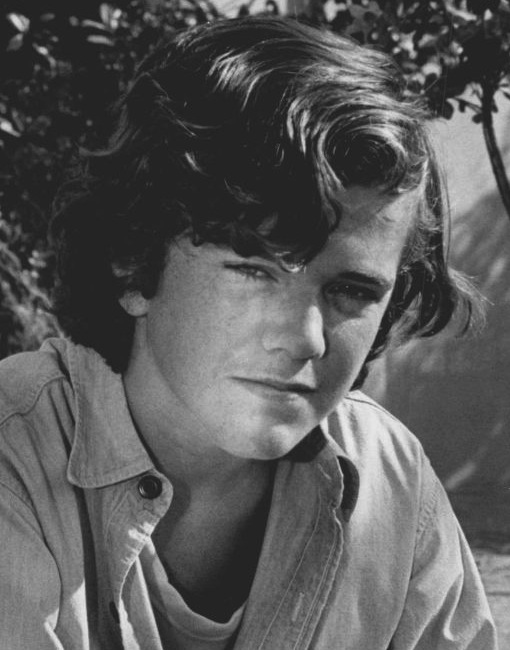

부치 패트릭(Butch Patrick, 1953년 8월 2일 ~ )은 미국의 배우, 영화배우, 텔레비전 배우이다.
로스앤젤레스에서 태어났다.

## 영화
- 프랭켄슈타인 Vs. 블러드 코브 괴물 (2005년)
- 서즈 오브 파워 (2004년) - 본인 역
- 딕키 로버츠 - 왕년의 아역 스타 (2003년)
- 스케리 무비 (1991년)
- 팬텀 톨부스 (1970년)
- 제12순찰대 (1968년)
- 오리지널 패밀리 밴드 (1968년)
- 몬스터 가족 (1964년)
- 기다리는 아이 (1963년)
- 미스터 에드 (1961년)
- 나의 세 아들 (1960년)
- 딜론 보안관 (1955년)
- 디즈니랜드 (1954년) - 범퍼 역